# KTUU-TV
KTUU-TV est une station de télévision américaine située à Anchorage, Alaska appartenant à Gray Television lancée le 16 octobre 1953 et affiliée au réseau NBC.

## Histoire

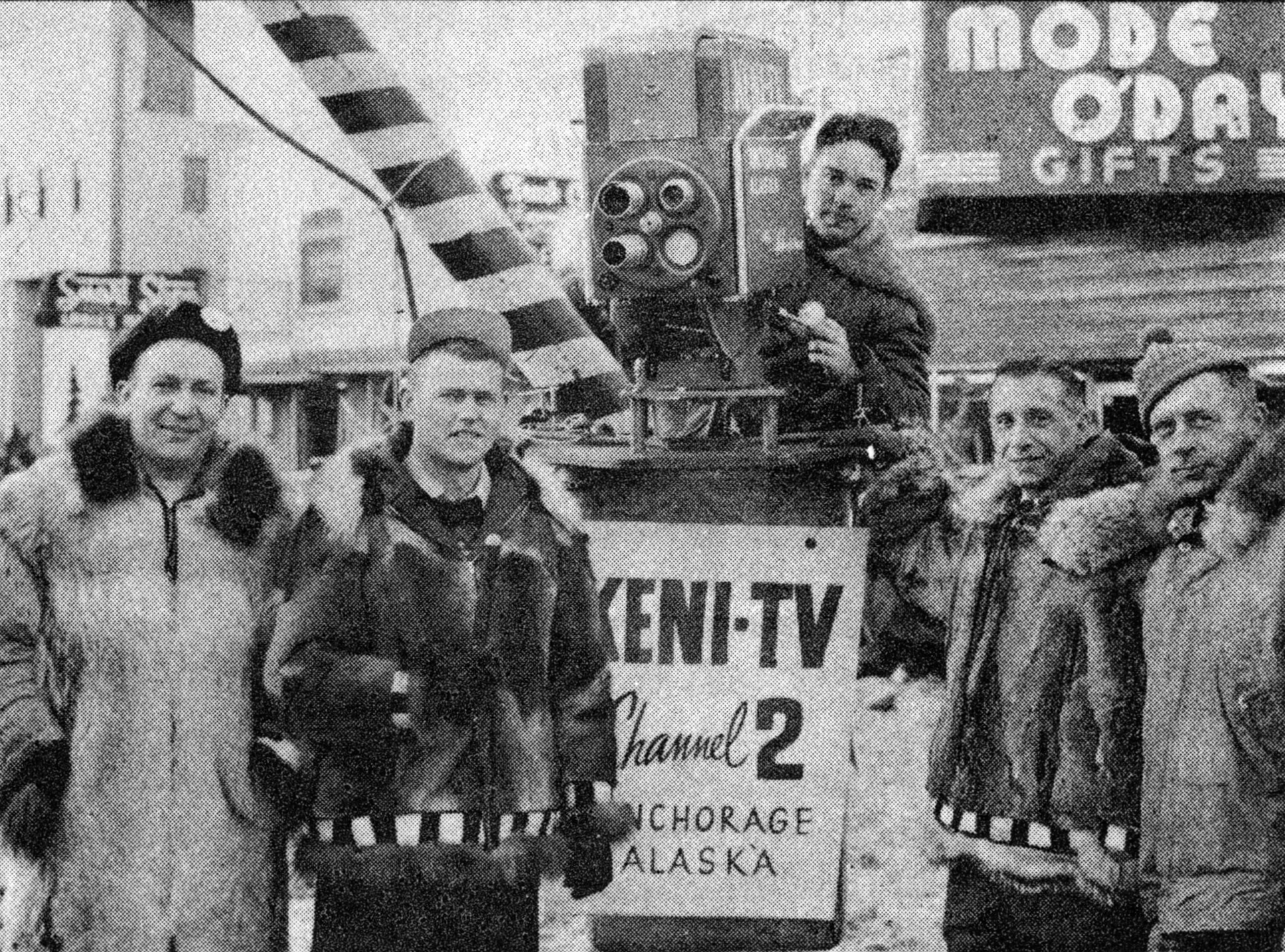
Le personnel de KENI-TV et les responsables championnat du monde de courses de chiens de traîneau de 1958 au centre-ville d'Anchorage.

## Télévision numérique terrestre
| Canal virtuel | Image | Ratio | Programme                              |
| ------------- | ----- | ----- | -------------------------------------- |
| 2.1           | 1080i | 16:9  | Programmation principale KTUU / NBC HD |
| 2.2           | 480i  | 16:9  | Heroes & Icons (en)                    |
| 2.3           | 480i  | 16:9  | Start TV (en)                          |